# Zygobolbinella
Zygobolbinella is een geslacht van uitgestorven kreeftachtigen uit de klasse van de Ostracoda (mosselkreeftjes).

## Soort
- Zygobolbinella compresa Rossi De Garcia & Proserpio, 1975 †